# Les Avirons
Les Avirons é uma comuna francesa no departamento ultramarino de Reunião. Estende-se por uma área de 26.27 km², e possui 11.246 habitantes, segundo o censo de 2018, com uma densidade de 430 hab/km².